# Opération Résurrection
Die Opération Résurrection (deutsch Operation Auferstehung) war ein Vorhaben des französischen Militärs, die Regierung der Vierten Republik zu stürzen.
Nach dem Staatsstreich in Algerien vom 13. Mai 1958 wurde am 24. Mai durch ein Fallschirmjägerbataillon die Insel Korsika in Besitz genommen. In einer zweiten Phase war geplant, mit Luftlandetruppen und Panzerverbänden in Paris die Macht zu übernehmen und Charles de Gaulle als Ministerpräsidenten einzusetzen.
Nachdem de Gaulle von Staatspräsident René Coty am 1. Juni 1958 zum Ministerpräsidenten nominiert worden war, fand der Militäreinsatz in Paris nicht statt.